# Koebok Rossijskich Zjeleznych Dorog

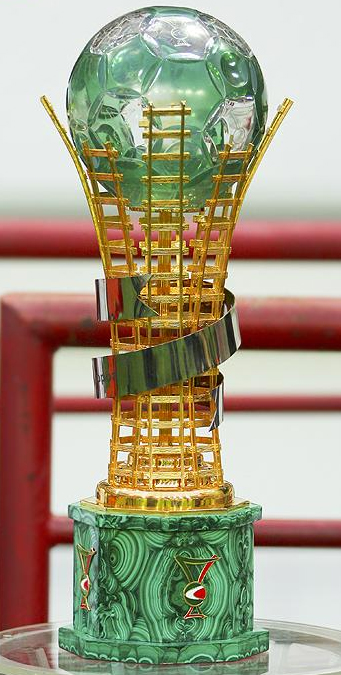

De Koebok Rossijskich Zjeleznych Dorog (Russisch: Кубок Российских Железных Дорог; "Bekertoernooi van de Russische spoorwegen"), afgekort Koebok RZjD (Кубок РЖД), was een internationaal toernooi dat werd georganiseerd om het jubileum van de Russische spoorwegen te vieren in 2007 en 2008. Het toernooi werd gespeeld in Moskou, Rusland. De gastheer van het toernooi was Lokomotiv Moskou. De wedstrijden werden gespeeld in het Lokomotiv Stadion.

## Editie 2007
De volgende clubs deden mee: Lokomotiv Moskou (gastheer), het Italiaanse AC Milan, het Spaanse Real Madrid en het Nederlandse PSV. PSV won het toernooi door in de finale Real Madrid te verslaan met 2-1, verder wonnen ze ook nog van AC Milan door hen met penalty’s te verslaan met 4-3.
Halve finales
|                      |         |             |          |                                        |
| 3 augustus 18.30 MSK | PSV     | 0–0 wns 4–3 | AC Milan | Lokomotiv Stadion Toeschouwers: 25.000 |
| 3 augustus 18.30 MSK | Verslag |             |          | Lokomotiv Stadion Toeschouwers: 25.000 |

|                      |                        |         |                                                        |                                        |
| 3 augustus 20.30 MSK | Lokomotiv Moskou       | 2–5     | Real Madrid                                            | Lokomotiv Stadion Toeschouwers: 25.000 |
| 3 augustus 20.30 MSK | Ivanović 4' Traoré 22' | Verslag | Guti 52' 90' Higuaín 53' Saviola 62' (pen.) Balboa 90' | Lokomotiv Stadion Toeschouwers: 25.000 |

Troostfinale
|                      |                                              |               |                                  |                                        |
| 5 augustus 18.30 MSK | Lokomotiv Moskou                             | '3–3 3–4 wns' | AC Milan                         | Lokomotiv Stadion Toeschouwers: 25.000 |
| 5 augustus 18.30 MSK | Šimić 17' (e.d.) Ivanović 28' Odemwingie 42' | Verslag       | Kaká 22' Seedorf 87' Brocchi 90' | Lokomotiv Stadion Toeschouwers: 25.000 |

Finale
|                      |                           |         |             |                                        |
| 5 augustus 20.30 MSK | PSV                       | 2–1     | Real Madrid | Lokomotiv Stadion Toeschouwers: 25.000 |
| 5 augustus 20.30 MSK | Aissati 33' Zonneveld 45' | Verslag | Saviola 58' | Lokomotiv Stadion Toeschouwers: 25.000 |

| Stand |
| --- |
| 1e - PSV 6pt - 2× winst - 0× verlies 2e - Real Madrid 3pt - 1× winst - 1× verlies 3e - AC Milan 3pt - 1× winst - 1× verlies 4e - Lokomotiv Moskou 0pt - 0× winst - 2× verlies |
| Topscorers |
| Guti - Real Madrid 2 goals Branislav Ivanović - Lokomotiv Moskou 2 goals Javier Saviola - Real Madrid 2 goals                                                                 |

## Editie 2008
Halve finales
|                      |          |                    |         |                                        |
| 1 augustus 19.00 MSK | AC Milan | 0–1                | Sevilla | Lokomotiv Stadion Toeschouwers: 28.800 |
| 1 augustus 19.00 MSK |          | Gattuso 47' (e.d.) |         | Lokomotiv Stadion Toeschouwers: 28.800 |

|                      |                  |     |            |                                        |
| 1 augustus 21.15 MSK | Lokomotiv Moskou | 1–1 | Chelsea    | Lokomotiv Stadion Toeschouwers: 28.800 |
| 1 augustus 21.15 MSK | Kambolov 84'     |     | Essien 27' | Lokomotiv Stadion Toeschouwers: 28.800 |

Troostfinale
|                      |          |                                     |         |                                        |
| 3 augustus 14.00 MSK | AC Milan | 0–5                                 | Chelsea | Lokomotiv Stadion Toeschouwers: 28.800 |
| 3 augustus 14.00 MSK |          | Lampard 3' Anelka 8', 18', 51', 58' |         | Lokomotiv Stadion Toeschouwers: 28.800 |

Finale
|                      |                  |                                   |         |                                        |
| 3 augustus 16.30 MSK | Lokomotiv Moskou | 0–3                               | Sevilla | Lokomotiv Stadion Toeschouwers: 28.800 |
| 3 augustus 16.30 MSK |                  | Romaric 4' Koné 23' Chevantón 82' |         | Lokomotiv Stadion Toeschouwers: 28.800 |